# Scabrotettix scabrosus
Scabrotettix scabrosus är en insektsart som beskrevs av Hancock, J.L. 1907. Scabrotettix scabrosus ingår i släktet Scabrotettix och familjen torngräshoppor. Inga underarter finns listade i Catalogue of Life.